# ديفيد سيمبسون (سياسي أمريكي)
ديفيد سيمبسون (بالإنجليزية: David Simpson)‏ هو سياسي أمريكي، ولد في 27 يونيو 1961 في لوبوك في الولايات المتحدة. حزبياً، نشط في الحزب الجمهوري. وقد انتخب عضو مجلس نواب تكساس.